# غوزلي (مياندوآب)
غوزلي هي قرية في مقاطعة مياندوآب، إيران. يقدر عدد سكانها بـ 61 نسمة بحسب إحصاء 2016.